# 다이키정 (미에현)
다이키정(일본어: 大紀町)은 일본 미에현 중남부에 있는 와타라이군의 정이다.
2005년 2월 14일에 오미야정, 기세이정, 오우치야마촌이 합병해 탄생한 정이다. 이웃한 기호쿠정과의 경계에는 세계유산 구마노 고도의 고개가 있다.

## 지리
대부분이 옛 이세국에 해당하지만 일부는 옛 기이국이었던 지역도 있다.

## 역사
- 2005년 2월 14일 - 오미야정, 기세이정, 오우치야마촌이 합병해 탄생하였다.

## 인구
| 연도 | 인구   | ±%     |
| ---- | ------ | ------ |
| 1920 | 14,525 | —      |
| 1930 | 14,660 | +0.9%  |
| 1940 | 15,202 | +3.7%  |
| 1950 | 19,336 | +27.2% |
| 1960 | 17,294 | −10.6% |
| 1970 | 14,754 | −14.7% |
| 1980 | 14,114 | −4.3%  |
| 1990 | 12,580 | −10.9% |
| 2000 | 11,334 | −9.9%  |
| 2010 | 9,849  | −13.1% |

## 교통

### 철도
- 도카이 여객철도 기세이 본선
  - (← 오다이정 다키하라역) - 아소역 - 이세카시와자키역 - 오우치야마역 - 우메가다니역 - (기호쿠정 기이나가시마역 →)

### 도로
- 기세이 자동차도(일본어판)
- 국도 42호선
- 국도 제260호선 (일본)(일본어판)